# Andy Reiss
André „Andy“ Reiss (* 17. Mai 1986 in Hannover) ist ein deutscher Eishockeyspieler, der seit der Saison 2019/20 bei den Hannover Scorpions in der Oberliga Nord unter Vertrag steht. Sein Bruder Daniel ist ebenfalls Eishockeyspieler.

## Karriere
Andy Reiss begann seine Karriere bei den Hannover Indians, wo sein Vater als Trainer tätig war und sein Bruder spielte. Der Verteidiger wechselte zur DEL-Saison 2002/03 zu den Hannover Scorpions, für die er bis 2013, mit Ausnahme der Saison 2003/04, die der Linksschütze bei den Oshawa Generals, die ihn beim CHL Import Draft 2003 in der ersten Runde als insgesamt 24. Spieler ausgewählt hatten, aus der kanadischen Juniorenliga OHL verbrachte, unter Vertrag stand. Mit einer Förderlizenz ausgestattet spielte Reiss dabei in der Saison 2005/06 auch für seinen Heimatverein Hannover Indians sowie in den Spielzeiten 2004/05 und Spielzeiten 2006/07 für den Kooperationspartner REV Bremerhaven in der 2. Bundesliga. In seiner letzten Spielzeit beim REV gab es allerdings zwischen Reiss und den Bremerhavenern Differenzen, sodass sich die Hannover Scorpions entschlossen, den Verteidiger mit einer Förderlizenz bei den Grizzly Adams Wolfsburg auszustatten, für die er schließlich das spielentscheidende Tor im zweiten Play-off-Finale gegen die Kassel Huskies erzielte und damit großen Anteil am Aufstieg der Wolfsburger in die DEL hatte.
Für die Saison 2007/08 wurde der Abwehrspieler von den Scorpions mit einer Förderlizenz für den Zweitligisten EHC München ausgestattet, für die er am 2. September 2007 in der ersten Runde des DEB-Pokals beim 5:3-Sieg des EHC München gegen die Nürnberg Ice Tigers sein erstes Spiel bestritt, ansonsten allerdings nur noch einmal zum Einsatz kam und die restliche Spielzeit in der DEL verbrachte. Da der gebürtige Hannoveraner Fan von Hannover 96 ist, wählte André Reiss die 96 als Trikotnummer aus.
Reiss wurde in der Saison 2009/10 Deutscher Meister mit den Hannover Scorpions. Zu diesem Erfolg trug der Verteidiger mit 23 Punkten in der Hauptrunde bei und erreichte das beste Ergebnis seiner DEL-Karriere. Im Herbst 2011 musste er aufgrund eines Erschöpfungs-Syndroms eine mehrwöchige Pause einlegen und könnte daher in der Spielzeit 2011/12 nur 38 von 52 Spielen absolvieren. Auch die Saison 2012/13 war für André Reiss von krankheitsbedingten Ausfällen geprägt. Der Verteidiger erkrankte am Pfeiffersches Drüsenfieber und stand nur in 40 der 52 Partien für die Hannover Scorpions auf dem Eis. Durch die Erkrankungen konnte er nicht an seine Leistungen aus der Meistersaison anknüpfen. Nach zehn Spielzeiten bei den Hannover Scorpions, in denen er 393 Spiele absolvierte, entschloss sich André Reiss zur Saison 2013/14 zu einem Wechsel zum Ligakonkurrenten Augsburger Panther. Dort unterzeichnete er einen Einjahresvertrag.
Nach der Saison 2014/15 wechselte Reiss zusammen mit Patrick Seifert zu den Grizzly Adams Wolfsburg. Nach jeweils einem Jahr dort und bei den drittklassigen ESC Wedemark Scorpions wechselte er 2017 zu den Kassel Huskies in die DEL2. 2019 kehrte er nach Hannover zurück, wo er seither bei den wiederbegründeten Scorpions in der Oberliga Nord unter Vertrag steht.

### International
Mit der deutschen U20-Auswahl nahm Reiss an der U20-Weltmeisterschaft 2005 teil.
Zum Skoda-Cup in Lausanne wurde Andy Reiss im Februar 2008 erstmals von Bundestrainer Uwe Krupp in den Kader der deutschen Nationalmannschaft berufen. Im weiteren Verlauf des Jahres nahm er auch an der Weltmeisterschaft 2008 teil. Zudem vertrat er seine Farben bei der Qualifikation für die Olympischen Winterspiele in Vancouver 2010.

## Erfolge und Auszeichnungen
- 2007 Meister der 2. Bundesliga mit dem REV Bremerhaven
- 2010 Deutscher Meister mit den Hannover Scorpions

## DEL-Statistik
Stand: Ende der Saison 2015/16